# 巴音敖包苏木 (达尔罕茂明安联合旗)
巴音敖包苏木是中华人民共和国内蒙古自治区包头市达尔罕茂明安联合旗下辖的一个苏木。
2012年1月20日，内蒙古自治区人民政府批复同意从百灵庙镇划出部分区域，设置巴音敖包苏木，辖乌兰察布、格日勒敖都、达布希拉图、毛都坤兑、巴音宝力格、巴音花、巴音乌拉7个嘎查，驻乌兰察布。

## 行政区划
巴音敖包苏木下辖以下村级行政区划单位：
巴音乌兰嘎查、达布希拉图嘎查、乌兰察布嘎查、格日乐敖都嘎查、巴音宝力格嘎查、毛都坤兑嘎查和巴音花嘎查。

## 交通
- 210国道